# 緑川昌樹
緑川 昌樹（みどりかわ まさき、1988年9月4日 - ）は、日本のラグビー選手。

## プロフィール
- 大阪府出身。
- ポジションはフッカー(HO)。
- 身長 173cm、体重 46kg
- 高校日本代表に選ばれたことがある2006年度 高校日本代表メンバー . 日本ラグビーフットボール協会（2006年6月5日）. 2018年2月4日閲覧。
- 倉木麻衣と大仁田厚の大ファンである。

## 来歴
ラグビーを始めたきっかけは小学5年生の時、ラグビースクールに行ったことから。
2007年、東海大仰星高校卒業後、関西学院大学に入学する。なお東海大仰星高校時代、主将に就任し、第30回高校東西対抗試合に西軍として出場した。また東海大仰星高校時代の同級生に新井慶史、稲橋良太、木津武士、中川昌彦、新田浩一、山中亮平、宮田拓哉らがいる。
2010年、関西学院大学ラグビー部の主将に就任した。
2011年、関西学院大学卒業後、NTTドコモレッドハリケーンズ(現・NTTドコモレッドハリケーンズ大阪)に加入。同年11月5日に行われたジャパンラグビートップリーグ第2節のサントリーサンゴリアス戦に途中出場で公式戦初出場を果たす。
2021年、NTTドコモレッドハリケーンズを退団した。